# Taça Brasil
La Taça Brasil (o Trofeo brasileño) fue una competición nacional de fútbol disputada antes de la creación del Campeonato Brasileño. Fue el torneo de fútbol más importante de Brasil en su época y puede ser comparado, por su importancia, con el Campeonato Brasileño actual, a pesar de que su formato de copa se asemeja a la actual Copa de Brasil.
Fue creada en 1959 para determinar los clubes campeones brasileños y los representantes de Brasil en la Copa Libertadores del año siguiente. En 1968 el torneo perdió importancia, ya que Brasil no disputaría la copa del año siguiente y el Torneo Roberto Gomes Pedrosa contaba con los clubes más importantes del país, y terminó extinto.
Cabe destacar que por decisión de la Confederación Brasileña de Fútbol los títulos entregados por la Taça Brasil son de carácter oficial al igual que los de la actual Serie A. Las competiciones que otorgan el título de campeón brasileño son de hecho la Taça Brasil, el Torneo Roberto Gomes Pedrosa y la Serie A. En el  año 2010 hubo la unificación de los títulos de campeones aunque diferenciando las competiciones (organizadas por diferentes federaciones) con el nombre original en la lista oficial de ganadores emitida da la federación principal (CBF).

## Campeones
| 1959 Detalles | Bahia     | 3 - 2 0 - 2 3 - 1 | Santos        | Eliminado en la primera ronda                                                                       | No clasificó                                                                                        |
| 1960 Detalles | Palmeiras | 3 - 1 8 - 2       | Fortaleza     | Segundo lugar                                                                                       | No clasificó                                                                                        |
| 1961 Detalles | Santos    | 1 - 1 5 - 1       | Bahia         | Campeón                                                                                             | Campeón                                                                                             |
| 1962 Detalles | Santos    | 4 - 3 1 - 3 5 - 0 | Botafogo      | Campeón                                                                                             | Campeón                                                                                             |
| 1963 Detalles | Santos    | 6 - 0 2 - 0       | Bahia         | Eliminado en semifinales                                                                            | No clasificó                                                                                        |
| 1964 Detalles | Santos    | 4 - 1 0 - 0       | Flamengo      | Eliminado en semifinales                                                                            | No clasificó                                                                                        |
| 1965 Detalles | Santos    | 5 - 1 1 - 0       | Vasco da Gama | Brasil no envió representante alegando excesos de violencia por parte de otros clubes sudamericanos | Brasil no envió representante alegando excesos de violencia por parte de otros clubes sudamericanos |
| 1966 Detalles | Cruzeiro  | 6 - 2 3 - 2       | Santos        | Eliminado en semifinales                                                                            | No clasificó                                                                                        |
| 1967 Detalles | Palmeiras | 3 - 1 1 - 2 2 - 0 | Náutico       | Segundo lugar                                                                                       | No clasificó                                                                                        |
| 1968 Detalles | Botafogo  | 2 - 2 4 - 0       | Fortaleza     | Brasil no envió representante                                                                       | Brasil no envió representante                                                                       |

## Títulos por equipo
- 5 títulos: Santos
- 2 títulos: Palmeiras
- 1 título: Bahia, Botafogo y Cruzeiro

## Goleadores
- 1959 Léo (Bahia) 8 goles
- 1960 Bececê (Fortaleza) 7 goles
- 1961 Pelé (Santos) 9 goles
- 1962 Coutinho (Santos) 7 goles
- 1963 Pelé (Santos) 12 goles
- 1964 Pelé (Santos) 7 goles
- 1965 Bitá (Náutico) 9 goles
- 1966 Bitá (Náutico) y Toninho Guerreiro (Santos) 10 goles
- 1967 Chiclete (Treze) 6 goles
- 1968 Ferreti (Botafogo) 7 goles

## Curiosidades
Bahia y Cruzeiro fueron los únicos campeones de la Taça Brasil que jugaron todas las fases del torneo, porque los equipos de Río de Janeiro y São Paulo clasificaban automáticamente a las semifinales. Ambos, Bahia y Cruzeiro, derrotaron al mundialmente famoso Santos de Pelé, Coutinho y Pepe.